# Gogolia filewoodi
Gogolia filewoodi es una especie de elasmobranquio carcarriniforme de la familia Triakidae.